# Srebrna (Warszawa)
Srebrna – osiedle w dzielnicy Wola w Warszawie.

## Położenie i charakterystyka
Osiedle Srebrna znajduje się na warszawskiej Woli, w południowo-zachodniej części obszaru Miejskiego Systemu Informacji Mirów. Jest położone między ulicami: Towarową, Miedzianą i Pańską oraz kolejową linią średnicową (w pobliżu przystanku kolejowego Warszawa Ochota) i dalej Alejami Jerozolimskimi. Przez jego obszar przebiegają ulice: Srebrna, istniejąca od XIX wieku i Platynowa, wyznaczona w 1961 roku. Powstało w miejscu, w którym przed II wojną światową znajdowały się jedne z największych zakładów metalurgicznych Warszawy: B. Hantke, Bormann, Szwede i Spółka oraz Gerlach-Lampe, a także kamienice przewidziane dla robotników.
Projekt budowy osiedla zatwierdzono w 1960 roku. Wybudowano je w technologii monolitycznej w latach 1963–1966 według projektu architektów Jana Bogusławskiego i Bohdana Gniewiewskiego. Ze względu na dużą szerokość posiadają one wewnętrzny układ korytarzowy. W budynkach, na parterach zaprojektowano pralnie i suszarnie oraz garaże: dziewięć boksów w każdym budynku, łącznie 54. Lokale mieszkalne zaprojektowano w typach M3 z kuchnią bez okna i M4. Zabudowę uzupełniły szkoła, przedszkole, pawilon handlowy od strony ulicy Miedzianej oraz garaże. Całość zaplanowano na 660 mieszkań (1578 pomieszczeń) dla ok. 2100–2500 mieszkańców. Kubatura bloków to 128 764 m³.
Zespół mieszkaniowy składa się z sześciu powtarzalnych budynków wielorodzinnych o 11 kondygnacjach mieszczących się pod adresami: ul. Platynowa 4, 6, 8, 10 i ul. Srebrna 6 i 10. Jego powierzchnia wynosi 4,6 hektara.
Pomiędzy budynkami mieszkalnymi wyznaczono strefę wypoczynkowo-rekreacyjną. Kompozycja zabudowy uwzględniała budynki przedwojenne poddane renowacji: zabytkowy pałacyk Heurteuxa (ul. Srebrna 12), mieszczący Muzeum Woli i budynek mieszczący się ówcześnie przy ul. Miedzianej 10. Do wybudowania zespołu mieszkaniowego niezbędne były wyburzenia pozostałości po przedwojennej zabudowie oraz prowizorycznych zabudowań i warsztatów stanowiących część rejonu nazywanego „Dzikim Zachodem”. Za jego realizację odpowiedzialne było Przedsiębiorstwo Budownictwa Mieszkaniowego „Centrum”.
Stanowi jedno z tzw. „metalowych” osiedli w Warszawie, obok pobliskich Złotej i Miedzianej. Nazwa wywodzi się od ulicy Srebrnej.
Budynek przy ul. Platynowej 10 znalazł się wśród dziesięciu nominowanych obiektów w konkursie „Mister Warszawy” za 1965 rok.